# Upgrade U
Upgrade U — песня американской певицы Бейонсе Ноулз в сотрудничестве с хип-хоп артистом Джей-Зи. Трек был подготовлен американскими продюсерами Swizz Beatz (Кассим Майк Дин), Cameron Wallace и Ноулз для её второго студийного альбома B'Day. «Upgrade U» рассказывает об отношениях между мужчиной и женщиной; женщина утверждает, что она может сделать лучше мужчину и показать ему много нового, улучшая его образ жизни и репутацию.
Песня была выпущена в Соединённых Штатах только как промосингл. Она получила смешанные оценки от критиков и достигла № 11 в американском чарте Billboard Hot R&B/Hip-Hop Songs.

## Музыкальное видео
«Upgrade U» был снят в ходе двухнедельной съемки для B'Day Anthology Video Album Мелиной Матсоукас и Бейонсе между Kitty Kat и Green Light в течение полутора дней.

## Формат и треклист
| 12" single I 1. Upgrade U (album version) — 4:32 2. Upgrade U (instrumental) — 4:32 3. Upgrade U (album version — no rap) — 4:02 4. Upgrade U (acapella) — 4:32 | 12" single II 1. Upgrade U (album version) — 4:32 2. Creole — 3:53 3. Lost Yo Mind — 3:47 4. Back Up — 3:27 |

## Чарты
| Чарты                           | Пик Позиция |
| ------------------------------- | ----------- |
| Bulgarian National Top 40       | 14          |
| Croatia Singles Chart           | 23          |
| German Black Charts             | 5           |
| Lithuania Airplay Chart         | 10          |
| LCC Hot R&B/Hip-Hop Songs       | 1           |
| Billboard Hot 100               | 59          |
| Billboard Hot R&B/Hip-Hop Songs | 11          |
| TRL or YouRL                    | 9           |